# Nephodia transducta
Nephodia transducta là một loài bướm đêm trong họ Geometridae.